# Perkusja elektroniczna

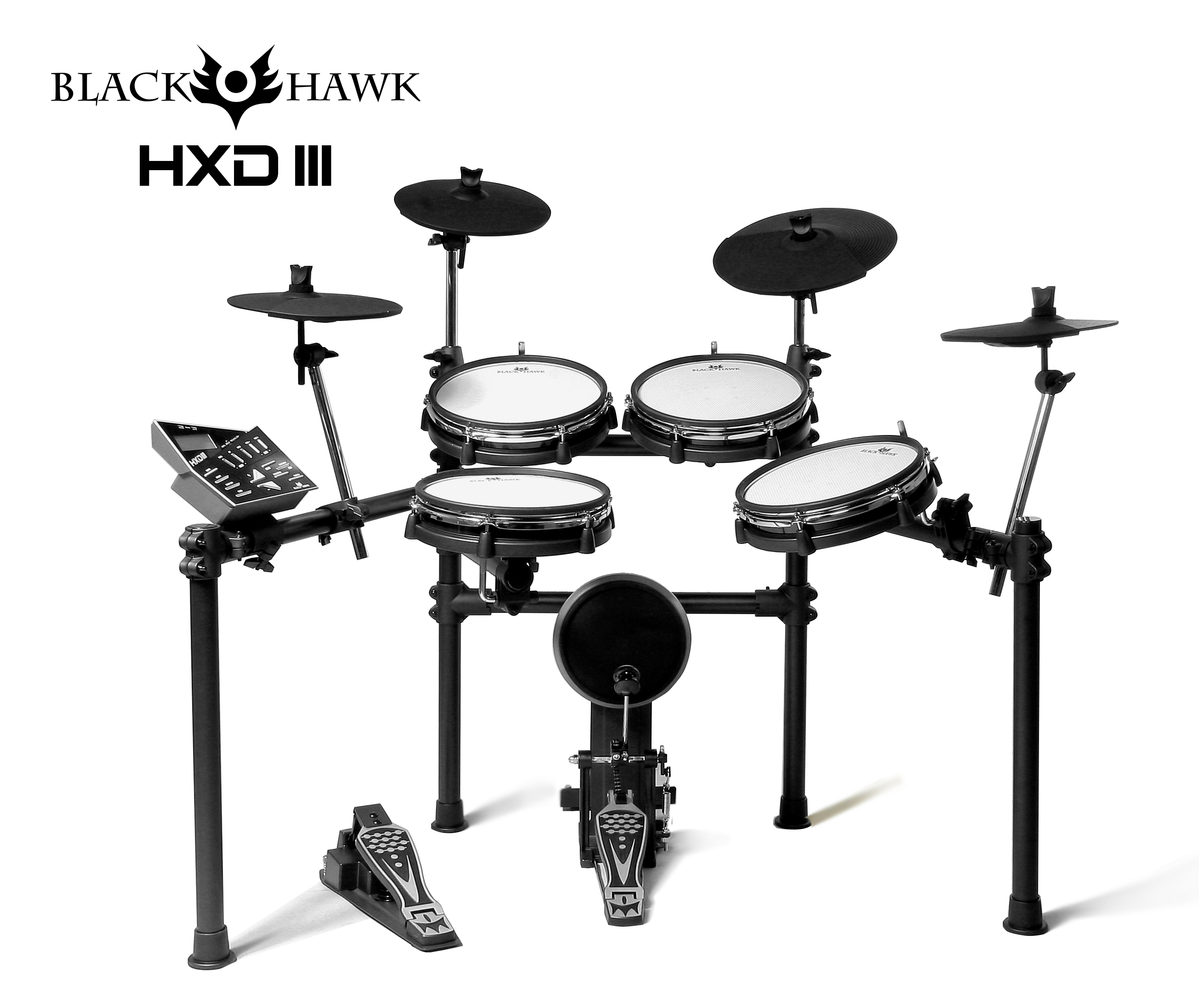
Black Hawk HXD III

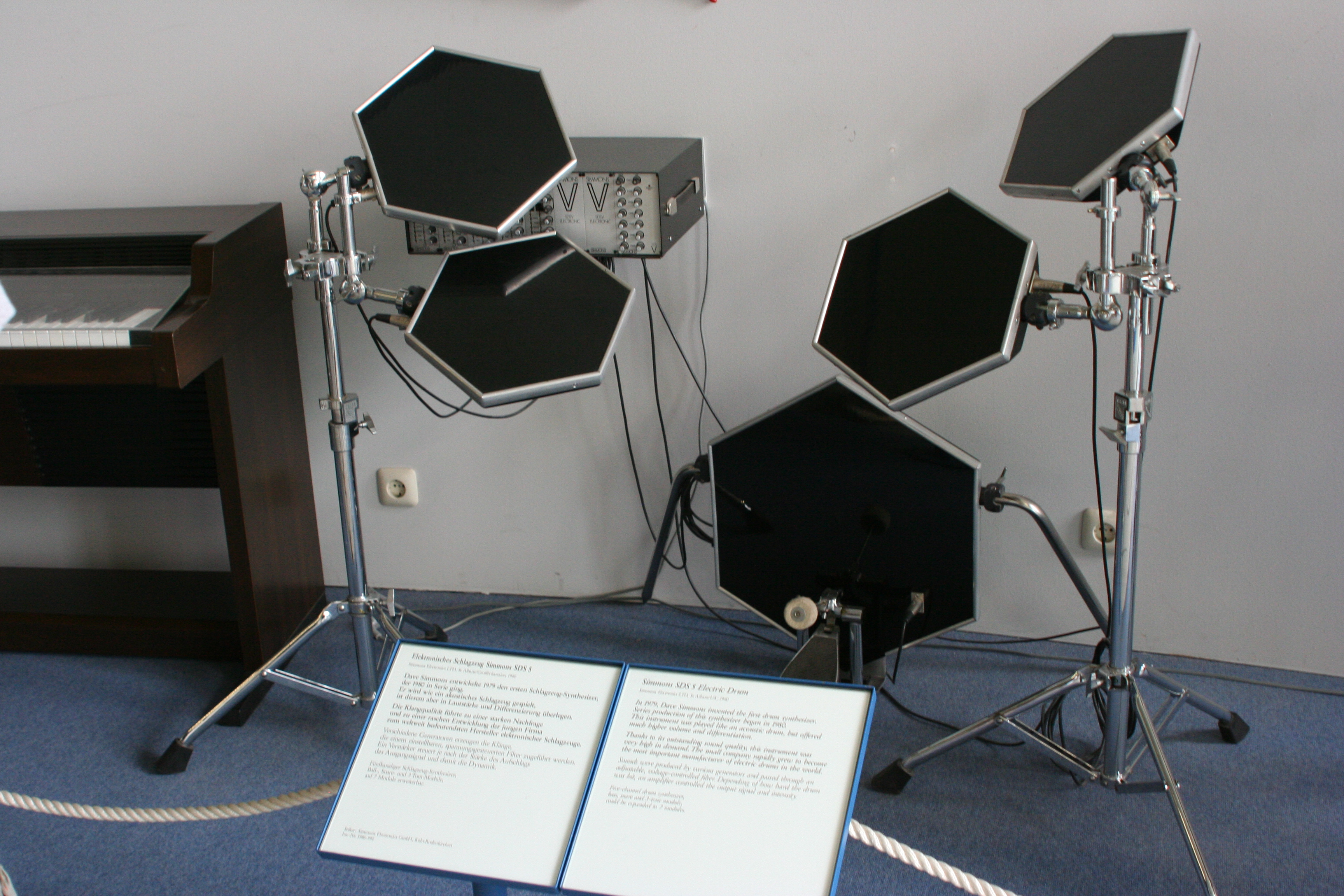
Simmons SDS5

Perkusja elektroniczna – elektroniczny syntezator, który naśladuje brzmieniem, budową i sposobem wydobywania dźwięków perkusję akustyczną.
Perkusja elektroniczna zwykle składa się z zestawu padów zamontowanych na statywie w układzie podobnym do tego w akustycznej perkusji. Pady mogą być pokryte gumą, silikonem lub siateczką. Każdy pad posiada czujnik, który, gdy się w niego uderzy, generuje sygnał elektryczny. Sygnał ten przekazywany jest za pośrednictwem przewodów do modułu elektronicznego, który generuje dźwięk skojarzony z uderzonym padem.

## Historia perkusji elektronicznej
Mówi się, że pierwsza perkusja elektroniczna została stworzony przez Graeme'a Edge'a, perkusisty z The Moody Blues, we współpracy z profesorem Sussex University Brianem Grovesem. Urządzenie zostało wykorzystane w piosence "Procession", z albumu "Every Good Boy Deserves Favor" z roku 1971.
Pierwszym komercyjnym zestawem elektronicznej perkusji był Syndrum Pollard, wydany przez Pollard Industries w 1976 roku. Składał się on z generatora elektrycznego brzmienia i jednego lub więcej padów. Szybko zwrócił uwagę wielu znanych perkusistów tj. Carmine Appice i Terry Bozzio. Ale Syndrum zbankrutował w ciągu kilku kolejnych lat.
W 1978 roku stworzona została firma Simmons w celu produkcji komercyjnych zestawów elektronicznej perkusji. Jej najbardziej znanym produktem jest zestaw SDS-5, wydany w 1981 roku; jego cechą szczególną są sześciokątne podkładki. SDS-5 po raz pierwszy został użyty przez grupy Landscape, Spandau Ballet i Shock. Właśnie wtedy instrument zwrócił uwagę wielu ważnych perkusistów rockowych. Dźwięk SDS-5 jest często opisywany jako „okropny” lub brzmiący jak „pokrywa od kosza”. Pomimo krytyki, brzmienie charakterystycznego Simmonsa było szeroko wykorzystywane w latach 80. przez zespoły rockowe tj. Duran Duran i Rush, czy nawet polską grupę Kombi (płyty: „Nowy Rozdział” i „Kombi 4”).
W kolejnych latach inne firmy zaczęły sprzedawać swoje wersje elektronicznej perkusji, zwłaszcza Roland i Yamaha. W tym czasie zestawy perkusji elektronicznej zaczęły upodobniać się do kształtów bębnów perkusji akustycznej. Składały się one z gumowych podkładek zamontowanych na statywie. Klocki były czułe, a dźwięk był generowany przez pobieranie próbek z jednego lub wielu warstw.
W 1997 roku Roland wprowadził na rynek model TD-10, który miał dwie ważne innowacje. Po pierwsze, zamiast generować jego dźwięk poprzez pobieranie próbek, TD-10 używał modeli matematycznych do generowania dźwięku. Po drugie, zamiast gumowych podkładki stosowano siatki z głowy poduszki. Klocki Mesh-head zaczęły przypominać w budowie i technice gry małe bębny akustyczne. Ich imponująca powierzchnia to dwuwarstwowe napięte siatki tkane z włókien, które są wyposażone w szereg czujników elektronicznych. Roland nazywa swój wynalazek jako V-Drums, który później stał się marką swojej elektronicznej linii perkusji.

## Ostatnie innowacje
Nowe zestawy perkusyjne zniwelowały wiele niedociągnięć starszych zestawów bębnów elektronicznych. Obecnie każdy z producentów skupia się na reprodukcji naturalnego, realistycznego brzmienia, prawie nie do odróżnienia od zestawów akustycznych. Przykładem jest tu Yamaha DTXtreme i Roland V-Drums TD-20.
Zazwyczaj wysokiej klasy zestawy wyposażone są w:
- wysokiej jakości cyfrowe próbki dźwięków - moduły te oferują wysokiej jakości próbki brzmień bębnów z możliwością wyboru wielu rodzajów zestawów perkusyjnych. Niektóre moduły pozwalają użytkownikowi wybrać rozmiar oraz materiał bębnów i talerzy, może także symulować efekty takie jak tłumienie, położenie mikrofonu i otoczenie akustyczne.
- czujniki pozycyjne i dynamiczne wykrywanie uderzenia – moduł może wykryć w którym miejscu i z jaką siłą uderzono w pad – dzięki temu może oddać dynamikę i głośność odtwarzanej próbki stosownie do fizycznego uderzenia.
- hi-hat – są montowane w miejscu montowania prawdziwych talerzy i pozwala na rzeczywiste otwierane i zamykanie ich z użyciem stopy. Moduł elektroniczny w jednostce wykrywa jej położenie i zależnie od niego generuje odpowiednie brzmienie.
- kilka wyjść – moduły te mają wiele linii wyjściowych dla każdego instrumentu osobno, dzięki czemu można je miksować przy użyciu stołu mikserskiego w taki sam sposób, w jaki miksuje się perkusję akustyczną. Ponadto moduły te mają niezależne suwaki głośności do dokładnego ustawienia głośności instrumentu dla każdego talerza i toma. Innym powszechnie używanym wyjściem jest MIDI, które wysyła sygnały do specjalnego oprogramowania komputerowego. Pozwala to użytkownikowi na wykorzystanie profesjonalnych próbek perkusji. Efektem jest bardzo realistyczne brzmienie, praktycznie nie do odróżnienia od brzmienia tradycyjnej perkusji.

## Porównanie z akustyczną perkusją
Zalety:
- Mimo że nie jest zupełnie bezgłośna, perkusja elektroniczna generuje znacznie mniej hałasu niż tradycyjny zestaw perkusyjny. Ponadto perkusista może korzystać ze słuchawek podczas ćwiczeń.
- Elektroniczne zestawy perkusyjne zajmują znacznie mniej miejsca niż tradycyjne.
- Jeden zestaw elektroniczny może symulować dźwięk różnych akustycznych zestawów, np. perkusji jazzowej lub potężnego zestawu zespołu rockowego. Można również odtwarzać inne dźwięki, jak w Rolandzie TR-808.
- Perkusji elektronicznej nie trzeba nagłaśniać tak jak perkusji akustycznej (za pośrednictwem mikrofonów). Zamiast tego, dźwięk można uzyskać za pośrednictwem połączenia liniowego lub MIDI. W związku z tym elektroniczne bębny są odpowiednim instrumentem dla małych i domowych studiów.
- Elektroniczna perkusja posiada przydatne funkcje dla początkujących perkusistów, jak metronom i gotowe akompaniamenty.

Wady:
- Pomimo ostatnich innowacji elektroniczna perkusja wciąż nie odwzorowuje w pełni brzmienia i sposobu gry na akustycznej perkusji.
- Najbardziej zaawansowane funkcje, tj. realistyczne bębny i zaawansowane modelowanie dźwięku posiadają tylko profesjonalne zestawy perkusyjne. Tymczasem zestawy entry-level nadal korzystają z pojedynczego czujnika na każdym padzie.
- Akustyczny zestaw perkusyjny jest wystarczająco głośny w przypadku małych koncertów. Elektroniczne zestawy perkusyjne wymagają prądu i wzmacniacza dźwięku, nawet dla kameralnych występów